# Roman Szewczyk
Roman Szewczyk (Bytom, 18 maart 1965) is een voormalig profvoetballer uit Polen, die zijn actieve carrière in 2005 beëindigde bij USV Thalgau in Oostenrijk. Hij speelde zowel op het middenveld als in de verdediging.

## Clubcarrière
Szewczyk speelde zeven seizoenen voor Szombierki Bytom en vier seizoenen voor GKS Katowice, voordat hij in 1993 naar het buitenland vertrok. Na een avontuur in Frankrijk streek hij neer in Oostenrijk bij SV Austria Salzburg. Daar vierde hij zijn grootste successen.

## Interlandcarrière
Szewczyk kwam in totaal 37 keer (drie doelpunten) uit voor de nationale ploeg van Polen in de periode 1989–1994. Hij maakte zijn debuut op 12 april 1989 in de vriendschappelijke thuiswedstrijd tegen Roemenië (2-1). Zijn 37ste en laatste interland speelde Szewczyk op 4 september 1994 in de EK-kwalificatiewedstrijd in en tegen Israël (2-1).
| Interlanddoelpunten | Interlanddoelpunten | Interlanddoelpunten | Interlanddoelpunten | Interlanddoelpunten | Interlanddoelpunten | Interlanddoelpunten | Interlanddoelpunten |
| #                   | Datum               | Locatie             | Wedstrijd           | Goal                | Score               | Uitslag             | Type                |
| ------------------- | ------------------- | ------------------- | ------------------- | ------------------- | ------------------- | ------------------- | ------------------- |
| 1.                  | 04/02/1990          | Teheran             | Iran – Polen        | 60'                 | 0 – 1               | 0 – 1               | Oefeninterland      |
| 2.                  | 13/11/1991          | Poznan              | Polen – Engeland    | 32'                 | 1 – 0               | 1 – 1               | EK-kwalificatie     |
| 3.                  | 09/09/1992          | Mielec              | Polen – Israël      | 24'                 | 1 – 0               | 1 – 1               | Oefeninterland      |

## Erelijst
GKS Katowice
- Pools bekerwinnaar

1991, 1993
 SV Austria Salzburg
- Oostenrijks landskampioen

1997
- Oostenrijkse Supercup

1997